# Chaetonotus breviacanthus
Chaetonotus breviacanthus is een buikharige uit de familie Chaetonotidae. De wetenschappelijke naam van de soort werd in 1991 voor het eerst geldig gepubliceerd door Kisielewski. De soort wordt in het ondergeslacht Chaetonotus geplaatst.